# Sandra de Kruiff
Sandra de Kruiff is een voormalig Nederlands professioneel tafeltennisster.
In 1982 won zij samen met Bettine Vriesekoop zilver in het dubbelspel op de Europese kampioenschappen in Boedapest.
Vanaf 1976 werd ze samen met Vrieskoop achtmaal achtereen Nederlands kampioen dubbelspel.
In 1983 werd ze Nederlands kampioen in het gemengd dubbelspel met Patrick Swier.

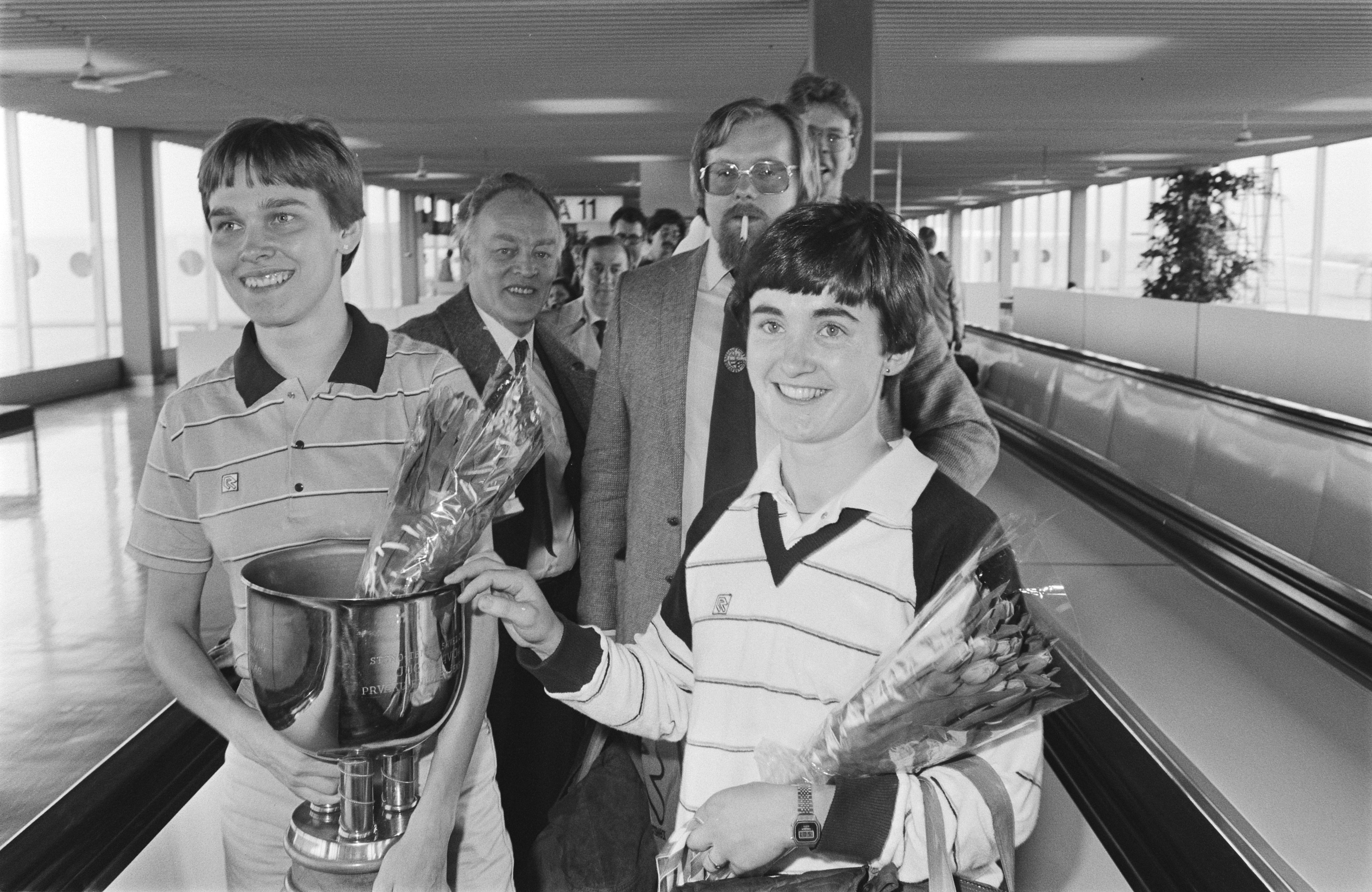
Vriesekoop en De Kruiff in 1982